# Plesiopelma flavohirtum
Plesiopelma flavohirtum là một loài nhện trong họ Theraphosidae.
Loài này thuộc chi Plesiopelma. Plesiopelma flavohirtum được Eugène Simon miêu tả năm 1889.